# Slagelse Kommune
|  | For Slagelse Kommune før kommunalreformen i 2007, se Slagelse Kommune (1970-2006). |
Slagelse Kommune er en kommune i Region Sjælland efter Kommunalreformen i 2007. Allerede den 15. november 2005 blev kommunalbestyrelsen dog valgt.
Slagelse Kommune er opstået ved sammenlægning af flg.:
- Hashøj Kommune
- Korsør Kommune
- Skælskør Kommune
- Slagelse Kommune

Dette kan endvidere ses i historikken for lokalplaner, hvor lokalplanerne før kommunalreformen er opdelt i de ovenstående kommuner. 

## Øer i Slagelse Kommune
Ud over kommunens areal på Sjælland har Slagelse Kommune også tre øer som er en del af kommunen. Det er Agersø mellem Storebælt og Smålandsfarvandet. Desuden Omø der også er beliggende mellem Storebælt og Smålandsfarvandet samt Sprogø i Storebælt mellem Sjælland og Fyn.

## Byer
| Kommunens største byer |                  |                   |
| Nr                     | By               | Indbyggere (2025) |
| 1                      | Slagelse         | 35.817            |
| 2                      | Korsør           | 14.323            |
| 3                      | Skælskør         | 6.304             |
| 4                      | Forlev           | 2.551             |
| 5                      | Svenstrup        | 1.844             |
| 6                      | Sørbymagle       | 1.111             |
| 7                      | Slots Bjergby    | 1.019             |
| 8                      | Dalmose          | 963               |
| 9                      | Boeslunde        | 759               |
| 10                     | Kirke Stillinge  | 738               |
| 11                     | Bisserup         | 499               |
| 12                     | Flakkebjerg      | 442               |
| 13                     | Havrebjerg       | 386               |
| 14                     | Stillinge Strand | 367               |
| 15                     | Frølunde Fed     | 301               |
| 16                     | Rude             | 288               |
| 17                     | Kongsmark Strand | 232               |
| 18                     | Næsby Strand     | 218               |

## Byråd

### Mandatfordeling
| 13 |  |  | 2 | 3 | 10 |  |

| 24 | 7 |

| 12 |  | 4 | 5 | 9 |

| 24 | 7 |

| 12 | 2 | 5 | 10 | 2 |

| 22 | 9 |

| 12 |  | 2 |  | 4 | 10 |  |

| 21 | 10 |

| 9 | 2 | 3 | 2 | 2 |  | 11 |  |

| 22 | 9 |

| 8 | 3 | 3 | 2 |  |  | 11 |  |  |

| 21 | 10 |

### Nuværende byråd
| Navn                       | Parti                                    |
| -------------------------- | ---------------------------------------- |
| Knud Vincents (Borgmester) | Venstre - 11 mandater                    |
| Stén Knuth                 | Venstre - 11 mandater                    |
| Christopher Trung          | Venstre - 11 mandater                    |
| Nikolaj Bjørk Christensen  | Venstre - 11 mandater                    |
| Anders Kofoed              | Venstre - 11 mandater                    |
| Ole Drost                  | Venstre - 11 mandater                    |
| Ebbe Jens Ahlgren          | Venstre - 11 mandater                    |
| Stine Søgaard              | Venstre - 11 mandater                    |
| Pernille Ivalo Frandsen    | Venstre - 11 mandater                    |
| Nicki Ottevig              | Venstre - 11 mandater                    |
| Ida Lynge                  | Venstre - 11 mandater                    |
| John Dyrby Paulsen         | Socialdemokratiet - 9 mandater           |
| Lis Tribler                | Socialdemokratiet - 9 mandater           |
| Anne Bjergvang             | Socialdemokratiet - 9 mandater           |
| Unnie L. B. Oldenburg      | Socialdemokratiet - 9 mandater           |
| Ali Yavuz                  | Socialdemokratiet - 9 mandater           |
| Anders Nielsen             | Socialdemokratiet - 9 mandater           |
| Britta Huntley             | Socialdemokratiet - 9 mandater           |
| Sofie Janning              | Socialdemokratiet - 9 mandater           |
| Jørgen Andersen            | Socialdemokratiet - 9 mandater           |
| Jane Dahl                  | Det Konservative Folkeparti - 3 mandater |
| Phillip Westh Weirup       | Det Konservative Folkeparti - 3 mandater |
| Troels Christensen         | Det Konservative Folkeparti - 3 mandater |
| Thomas Vesth               | Nye Borgerlige - 2 mandater              |
| Josh Bjørkman              | Nye Borgerlige - 2 mandater              |
| Jørgen Grüner              | Socialistisk Folkeparti - 2 mandater     |
| Helle Dalsgaard            | Socialistisk Folkeparti - 2 mandater     |
| Troels Brandt              | Radikale Venstre - 2 mandater            |
| Poul Bek-Pedersen          | Radikale Venstre - 2 mandater            |
| Henrik Brodersen           | Dansk Folkeparti - 1 mandat              |
| Thomas Clausen             | Enhedslisten - 1 mandat                  |

| Navn              | Skiftet fra                 | Skiftet til                 | Dato              |
| ----------------- | --------------------------- | --------------------------- | ----------------- |
| Christopher Trung | Venstre                     | Det Konservative Folkeparti | 27. november 2021 |
| Anders Nielsen    | Socialdemokratiet           | Løsgænger                   | 7. januar 2022    |
| Thomas Vesth      | Nye Borgerlige              | Liberal Alliance            | 10. oktober 2022  |
| Anders Nielsen    | Løsgænger                   | Venstre                     | 27. januar 2023   |
| Josh Bjørkman     | Nye Borgerlige              | Løsgænger                   | 23. januar 2024   |
| Christopher Trung | Det Konservative Folkeparti | Løsgænger                   | 22. april 2024    |
| Christopher Trung | Løsgænger                   | Radikale Venstre            | 24. juni 2024     |

| Udtrådt           | Indtrådt     | Parti   | Dato              |
| ----------------- | ------------ | ------- | ----------------- |
| Ebbe Jens Ahlgren | Anja Nielsen | Venstre | 21. december 2022 |

### Byrådet 2018-2022
| Navn                            | Parti                           |
| ------------------------------- | ------------------------------- |
| John Dyrby Paulsen (Borgmester) | Socialdemokratiet - 12 mandater |
| Lis Tribler                     | Socialdemokratiet - 12 mandater |
| Steen Olsen                     | Socialdemokratiet - 12 mandater |
| Ali Yavuz                       | Socialdemokratiet - 12 mandater |
| Sofie Janning                   | Socialdemokratiet - 12 mandater |
| Unnie L. B. Oldenburg           | Socialdemokratiet - 12 mandater |
| Anne Bjergvang                  | Socialdemokratiet - 12 mandater |
| Jørgen Andersen                 | Socialdemokratiet - 12 mandater |
| Flemming Erichsen               | Socialdemokratiet - 12 mandater |
| Anders Nielsen                  | Socialdemokratiet - 12 mandater |
| Britta Huntley                  | Socialdemokratiet - 12 mandater |
| Jimmi Jørgensen                 | Socialdemokratiet - 12 mandater |
| Stén Knuth                      | Venstre - 10 mandater           |
| Ole Drost                       | Venstre - 10 mandater           |
| Knud Vincents                   | Venstre - 10 mandater           |
| Anders Koefoed                  | Venstre - 10 mandater           |
| Pernille Ivalo Frandsen         | Venstre - 10 mandater           |
| Christopher Trung               | Venstre - 10 mandater           |
| Cecilie Geiker                  | Venstre - 10 mandater           |
| Ebbe Jens Ahlgren               | Venstre - 10 mandater           |
| Helle Jacobsen                  | Venstre - 10 mandater           |
| Morten Hass Augustsen           | Venstre - 10 mandater           |
| Ann Sibbern                     | Dansk Folkeparti - 4 mandater   |
| Henrik Brodersen                | Dansk Folkeparti - 4 mandater   |
| Søren Lund Hansen               | Dansk Folkeparti - 4 mandater   |
| Palle Kristiansen               | Dansk Folkeparti - 4 mandater   |
| Helle Blak                      | SF - 2 mandater                 |
| Jørgen Grüner                   | SF - 2 mandater                 |
| Villum Christensen              | Liberal Alliance - 1 mandat     |
| Thomas Clausen                  | Enhedslisten - 1 mandat         |
| Troels Brandt                   | Radikale Venstre - 1 mandat     |

| Navn        | Skiftet fra       | Skiftet til | Dato            |
| ----------- | ----------------- | ----------- | --------------- |
| Ann Sibbern | Dansk Folkeparti  | Løsgænger   | 12. januar 2021 |
| Helle Blak  | SF                | Løsgænger   | 31. januar 2021 |
| Steen Olsen | Socialdemokratiet | Løsgænger   | 27. maj 2021    |

| Dato          | Udtrådt        | Indtrådt           | Parti   |
| ------------- | -------------- | ------------------ | ------- |
| 12. juni 2019 | Cecilie Geiker | Jørn-Ole Didriksen | Venstre |

## Borgmestre
| Navn               | Parti             | Periode                            |
| ------------------ | ----------------- | ---------------------------------- |
| Lis Tribler        | Socialdemokratiet | 1. januar 2007 - 31. december 2013 |
| Stén Knuth         | Venstre           | 1. januar 2014 - 31. december 2017 |
| John Dyrby Paulsen | Socialdemokratiet | 1. januar 2018 - 31. december 2021 |
| Knud Vincents      | Venstre           | 1. januar 2022 -                   |

## Landsdækkende mediesager
Slagelse Kommune har de seneste år fået en historik af landsdækkende mediesager.

### Omtalt som Danmarks giftigste byråd
I år 2017 blev Slagelse Byråd omtalt af Altinget som det giftigste byråd i landet, på baggrund af samarbejdsklimaet. 

### Slagelse-politiker politianmeldt for lemfældig brug af offentlige midler
Daværende kommunaldirektør for Slagelse Kommune, Jane Wiis, politianmeldte i år 2017 et byrådsmedlem fra SF for lemfældig brug af offentlige midler. 
Sydsjællands og Lolland-Falsters Politi valgte nogle måneder senere at indstille efterforskningen af det pågældende byrådsmedlem, da man ikke kunne finde beviser for uregelmæssig brug af offentlige midler. 

### Kåret som Danmarks mest betændte byråd
I år 2020 blev Slagelse Kommune udnævnt af nyhedsmagasinet Danske Kommuner til at have det byråd i landet, hvor konfliktniveauet mellem kommunalpolitikerne er højest. 

### Sexisme-sagen
I oktober år 2020 vakte det landsdækkende medieomtale, da et socialdemokratisk byrådsmedlem et indslag på Radio4 fortalte, at hun var blevet klappet bagi af en mandlig byrådskollega på et udvalgsmøde, uden at nævne noget navn på personen. Efterfølgende udkom der en artikel i et elektronisk lokalt medie, hvor en række byrådsmedlemmer med navn blev nævnt som værende under mistanke for at være krænkeren. Efterfølgende viste det sig at det var det socialdemokratiske byrådsmedlems udvalgsformand fra selvsamme parti, der havde udført krænkelsen. 

## Friskoler i Slagelse Kommune
| Friskoler i Slagelse Kommune |                                      |                                            |                                             |
| Skole                        | Adresse                              | Web                                        |                                             |
| Trelleborg Friskole          | Strandvejen 121, 4200 Slagelse       | http://www.trelleborgfriskole.dk           | https://www.facebook.com/trelleborgfriskole |
| Landsgrav Friskole           | Bagervej 5, Landsgrav, 4200 Slagelse | http://landsgravfriskole.skoleporten.dk/sp |                                             |
| Helms Skole                  | Dahlsvej 8, 4220 Korsør              |                                            |                                             |
| Forlev Friskole              | Stationsvej 47, 4241 Vemmelev        |                                            |                                             |
| Lille Egede Friskole         | Korsør Landevej 628, 4242 Boeslunde  |                                            |                                             |

## Kendte personer
- Olaf Henriksen (1888-1962), født i Kirkerup Sogn, den eneste danskfødte spiller i Major League Baseballs historie.